# Bright Eyes
Bright Eyes es una banda de indie rock conformada por el guitarrista y cantautor Conor Oberst, el multiinstrumentista y productor Mike Mogis, y una alineación rotativa de colaboradores provenientes principalmente de la escena indie de Omaha, Nebraska. La facilidad que tiene Oberst para la crítica social y la filosofía le han hecho ganarse comparaciones con Bob Dylan, aunque sus temas más oscuros, de depresión, ansiedad y alcoholismo tienen más reminiscencias a Leonard Cohen o a Simon Joyner.
A pesar de que Bright Eyes pertenece al sello independiente Saddle Creek Records, la banda goza de una popularidad que rivaliza con la de bandas de sellos multinacionales: en el 2004 los sencillos Lua y Take it easy (Love nothing) consiguieron los primeros dos lugares del ranking de la revista Billboard simultáneamente a menos de dos semanas de su aparición.

## Historia

### Principios
Bright Eyes comenzó como un proyecto paralelo de Conor Oberst mientras encabezaba la banda de indie rock Commander Venus. A pesar de que esta banda era su proyecto principal entre los años 1995 y 1997, Oberst continuaba componiendo y grabando en casetes, como solista, material acústico en un multipistas de su padre en el sótano de la casa familiar. De unas 70 canciones que grabó, dos se pueden encontrar en la primera entrega (no oficial) de Bright Eyes, un 7 pulgadas sin título que sacó junto a la banda Squad Car 96.
En la época de la disolución de Commander Venus en 1997, Bright Eyes pasó a ser la prioridad para Oberst. En 1998 otras 20 canciones de las que había acumulado se convirtieron en la primera entrega oficial de Bright Eyes, A collection of songs written and recorded 1995 – 1997. El álbum muestra los comienzos de Oberst en la experimentación con percusión secuencial, teclados y otros instrumentos. El sonido del álbum va desde voces baladas, por las que se le criticó por su similitud con David Dondero, hasta sintetizadores cercanos al tecno, incluyendo canciones con guitarra acústica. La reacción de la crítica fue diversa, como la del sitio All Music Guide que dijo que "muchas de las canciones se desintegran tal como la voz, que se reduce a un inteligible balbuceo infantil. El resto de la música que está por sobre ese punto, está, como quien la escucha, perdida"
Saddle Creek edita luego Letting off the happiness, el 2 de noviembre de 1998, una pieza de 11 tracks con un sonido mucho más claro y pretencioso que el álbum anterior. Según información del sello, en él participaron miembros de Lullaby for the Working Class, Neutral Milk Hotel y de Of Montreal. Nelly Jenkins, líder de la banda Park Ave, contribuyó también con las voces. En el álbum predominan las grabaciones hechas en el sótano de la familia de Oberst, remescladas en equipos similares por Mike Mogis; también algunos trabajos realizados en el estudio del teclista Andy Lemaster en Athens, Georgia. Aunque en casi todos los temas participa toda la banda, el tema June on the west coast es solo con una guitarra acústica y voz. Padraic my prince contiene una dramática descripción de cómo el hermano menor de Conor se ahoga en la bañera (descripción que resulta ser solo ficticia).
El año 2000, Brigt Eyes lanza Fevers and mirrors, demostrando una inmensa mejoría en la calidad de la producción y en el desarrollo musical de la banda. Nuevos instrumentos como la flauta, el piano y el acordeón son introducidos en los arreglos musicales. En el tema An attempt to tip the scales tiene lugar una entrevista radial simulada en la que Oberst presenta, intencionalmente, una extraña y contradictoria explicación de cual es su actitud hacia su música. En la entrevista reconoce las críticas sobre que sus letras resultan demasiado extensas y falsas, y que eso ha quedado claro en la medida que su popularidad ha crecido, a pesar de que al principio de la misma responde que sus letras representan su visión personal de las cosas.
El 2002 llega Lifted or the story is in the soil, keep your ear to the ground. Fue para este trabajo que por primera vez Bright Eyes y Saddle Creek contratan a un publicista para atraer la atención de los medios. La diferencia se vio inmediatamente. Bright Eyes llegó a ser una de las bandas revelación del año, a pesar de que ya llevaba varios años grabando bajo ese pseudónimo. Recibieron una atención nacional, incluyendo varios notables artículos en medios como el Nueva York Times, Los Ángeles Times, Time Magazine, Rolling Stone, Blender and Spin, y muchos otros que proclamaban a Conor Oberst como un nuevo gran artista. El álbum vendió por sobre las 100.000 copias en los primeros 6 meses luego del lanzamiento, un gran triunfo para el sello y para todo el género indie.

### Recientemente
Durante las elecciones presidenciales norteamericanas del 2004, Bright Eyes salió de gira, en el tour “Vote for Change” junto a Bruce Springsteen y R.E.M., que era organizada por una agrupación política de tendencia progresista llamada MoveOn.org, y que lo puso aún más en el ojo público. Él cantó en varias ocasiones junto a gente como Springsteen y Neil Young.
A principios del mes de noviembre del 2004, dos sencillos, Lua y Take it easy (love nothing), alcanzaron el segundo lugar del ranking de la revista Billboard de los sencillos más vendidos en Estados Unidos, un importante logro para un músico de un sello independiente. Esta fue la primera vez que pasaba algo así en el ranking en 7 años.
El 25 de enero de 2005 vio el lanzamiento de dos diferentes álbumes de Bright Eyes: uno cercano al folk Y con un sonido más orgánico llamado I’m wide awake, it’s morning, y otro con un sonido más electrónico llamado Digital ash in a digital urn. Ambos álbumes tuvieron una buena aceptación en general, y les siguió una extensa gira por el mundo. La gira está documentada en el álbum que apareció a fines de ese mismo año Motion Sickness.
El 5 de mayo de 2005, Bright Eyes apareció en el programa de televisión The tonight show with Jay Leno, presentando la canción protesta When the president talks to god, una ácida crítica a la administración Bush. Una versión 7" en vinilo de la canción se vendía luego de sus conciertos y está disponible para descargar gratuitamente desde Internet.
Bright Eyes ha protestado activamente contra la compañía Clear Channel, un consorcio norteamericano dueño de innumerables medios de comunicación, principalmente radios. Oberst ha llamado a boicotear todos los eventos, sitios y estaciones de radio ligadas a la compañía. Tal vez la más publicitada haya ocurrido en el show de los premios Shortlist, en el teatro Wiltern de Los Ángeles, el 5 de octubre de 2003. El 9 de noviembre de 2005 canceló un concierto que realizaría el 12 del mismo mes en St. Louis argumentando que el lugar del show estaba asociado a Clear Channel.
Bright Eyes ganó el premio al mejor artista del año y mejor canción del año por When the president talks to god en los premios a la música independiente PLUG, y un reconocimiento especial al video de First day of my life en los 17º premios anuales GLAAD. Además la revista Time incluyó a I’m wide awake, it’s morning en el primer lugar de la lista de los diez mejores álbumes del 2005, junto con Gimme fiction, de Spoon.
Bright Eyes recibió un reconocimiento por parte de la cultura pop al ser mencionado en un episodio del programa televisivo Saturday Night Live, que fue animado por el actor Kevin Spacey. En el show se presentaba a un gracioso Neil Young y su poco disimulado odio a George W. Bush, especialmente presente en su álbum Living with war. Young aparece junto al trío femenino de música country Dixie Chicks y a “la sensación indie” Bright Eyes, ambos públicos opositores de Bush. Conor Oberst fue representado por el actor Andy Samberg y Neil Young por Spacey.
En 2007, tras una crisis existencial en la que Conor Oberst se recluye en Florida con una comunidad espiritual de místicos y videntes, editan Cassadaga. En 2011 llega su álbum más rock, The People's Keys, antesala de la separación del grupo, que dura hasta el lanzamiento, el 20 de agosto de 2020, de Down in the Weeds, Where the World Once Was.

## Miembros actuales
al 18 de junio de 2006
- Daniel McCarthy - Bajo
- Mike Mogis - banjo, mandolina, guitarra eléctrica
- Conor Oberst - voces, guitarras, teclados
- Anton Patzner - violín
- Maria Taylor - percusión
- Nate Walcott - órgano, trompeta, acordeón.

## Discografía
- 1998 - A Collection of Songs Written and Recorded 1995-1997
- 1998 - Letting Off the Happiness
- 1999 - Every Day And Every Night
- 2000 - Fevers and Mirrors
- 2002 - Lifted or The Story Is in the Soil, Keep Your Ear to the Ground
- 2002 - A Christmas Album
- 2005 - I'm Wide Awake, It's Morning
- 2005 - Digital Ash in a Digital Urn
- 2005 - Motion Sickness: Live Recordings
- 2006 - Noise Floor (Rarities: 1998-2005)
- 2007 - EP: Four Winds
- 2007 - Cassadaga
- 2011 - The People's Key
- 2020 - Down in the Weeds, Where the World Once Was
- 2024 - Bells and Whistles